# It’s Only a Paper Moon
It’s Only a Paper Moon ist eine Musical-Komposition, deren Melodie Harold Arlen und deren Text E. Y. Harburg im Jahr 1932 geschrieben haben. Als dritter Urheber ist Billy Rose eingetragen. Der Song entwickelte sich zum Jazzstandard.

## Entstehungsgeschichte
Der Song, die zweite Zusammenarbeit zwischen Arlen und Harburg, entstand für das Broadway-Stück The Great Magoo, das im New Yorker Vergnügungspark Coney Island spielte und von einem Ausrufer dort handelte. Billy Rose, der Produzent des Theaterstückes frage bei Arlen und Harburg an, ob sie einen Song schreiben könnten. Gebraucht wurde ein Song für den Jahrmarktsausrufer, der eigentlich keine Illusionen mehr, aber sich verliebt hatte. Nachdem Rose bei Arlen angerufen hatte, fiel dem gleich eine passende Melodie ein. Yarburg hatte dann die Idee von dem Mann, der über die Bucht schaut und die Lichter vom Broadway sieht und denkt, dass die ganze Welt ein Theater ist, der Mond nur aus Papier und der Himmel aus Pappmaché. Rose war begeistert und wollte den Song ins Theaterstück The Great Magoo übernehmen, wenn er als Miturheber eingetragen würde. Der Song ist in der Liedform AABA und in G-Dur gehalten.

## Wirkungsgeschichte
Das Stück The Great Magoo war ein Misserfolg und hatte nur elf Aufführungen; es gelang den Urhebern im Folgejahr, den Song im Film Take a Chance unterzubringen, der eigentlich eine Verfilmung des gleichnamigen Musicals darstellt. Harburg änderte den Titel in It’s Only a Paper Moon, musste sich aber die Tantiemen mit Rose teilen, der weiterhin Miturheberschaft beanspruchte.
Paul Whiteman nahm im selben Jahr mit seinem Orchester und der Sängerin Peggy Healey den Song auf Platte auf; er gelangte auf Platz 9 in der amerikanischen Hitparade. Richtig populär wurde der Song aber erst während des Zweiten Weltkrieges, als Nat King Cole den Song interpretierte und 1943 auch aufnahm. 1945 waren Aufnahmen von Benny Goodman und von Ella Fitzgerald (mit den Delta Rhythm Boys als Hintergrundssängern) erfolgreich und gelangten beide in die Charts.
1949 spielte Django Reinhardt seine Instrumental-Version des Stücks ein. Ein ausgedehntes Solo nahm Miles Davis 1951 (mit Sonny Rollins) auf; 1956 folgte Kenny Drew. Lionel Hampton und Oscar Peterson spielten den Song in ihrem Quartett mehrfach ein. Auch die Jazz Messengers von Art Blakey mit Freddie Hubbard und Wayne Shorter hatten den Song im Repertoire, ebenso Marian McPartland/Willie Pickens (Ain’t Misbehavin’: Live at the Jazz Showcase 2000). Bei Leon Parker (auf seiner CD Above & Below) „mutiert der Song mit Hilfe des Pianisten Jacky Terrasson in einen aberwitzigen Calypso.“

### Theater- und Filmmusik
Nicht nur in Take a Chance kam der Song vor. Der Song wurde für das Theaterstück von Tennessee Williams A Streetcar Named Desire verwendet, das 1947 uraufgeführt wurde. Nach dem Song ist der Film Paper Moon von Peter Bogdanovich benannt. Weiterhin wurden klassische Versionen des Songs in neueren Spielfilmen verwendet, die von Ella Fitzgerald im Film Trennung mit Hindernissen (2006), die von Benny Goodman im Film The Water Horse: Legend of the Deep (2007). It's  Only a Paper Moon ist zudem der Titel einer Episode der Science-Fiction-Serie Star Trek: Deep Space Nine aus dem Jahr 1998 (deutscher Titel: Leben in der Holosuite). In dieser singt James Darren in seiner Rolle als Nachtclubsänger Vic Fontaine auch den namensgebenden Song.